# Daphna Joel
Daphna Joel (hebreo : דפנה יואל ; nacida el 20 de enero de 1967) es una neurocientífica israelí que   aboga por neurofeminismo. Es conocida por su investigación que afirma que no existe tal cosa como un "cerebro masculino" o un "cerebro femenino". La investigación de Joel ha sido criticada por otros neurocientíficos que argumentan que los cerebros masculinos y femeninos, en promedio, muestran diferencias claras y pueden clasificarse con un alto nivel de precisión. Joel es miembro de The NeuroGenderings Network , un grupo internacional de investigadores en estudios de género y neurociencia.. Son críticos con lo que llaman "neurosexismo" en la comunidad científica. Joel ha dado conferencias sobre su trabajo en convenciones científicas y laicas en todo el mundo.
Desde 2003, Joel se ha desempeñado como directora del departamento de psicobiología de la Universidad de Tel Aviv , y en 2013 fue nombrada presidenta del comité de doctorado de la Facultad de Ciencias Psicológicas.

## Publicaciones

### Artículos selecionados
- Joel, Daphna; Tarrasch, Ricardo; Berman, Zohar; Mukamel, Maya; Ziv, Effi (2014). «Queering gender: studying gender identity in 'normative' individuals». Psychology and Sexuality 5 (4): 291-321. doi:10.1080/19419899.2013.830640.
- Joel, Daphna; Yarimi, Dana (January 2014). «Consciousness-raising in a gender conflict group». International Journal of Group Psychotherapy 64 (1): 48-69. PMID 24320572. doi:10.1521/ijgp.2014.64.1.48.
- Joel, Daphna; Yankelevitch-Yahav, Roni (October 2014). «Reconceptualizing sex, brain and psychopathology: interaction, interaction, interaction». British Journal of Pharmacology 171 (20): 4620-4635. PMC 4209935. PMID 24758640. doi:10.1111/bph.12732. Pdf.
- Joel, Daphna; Fine, Cordelia; Jordan-Young, Rebecca; Kaiser, Anelis; Rippon, Gina (November–December 2014). «Reaction to "Equal ≠ The Same: Sex Differences in the Human Brain"». Cerebrum (Dana Foundation) 2014. Archivado desde el original el 16 de febrero de 2019. Consultado el 16 de marzo de 2019.
- Cahill, Larry (March–April 2014). «Equal ≠ The Same: Sex Differences in the Human Brain». Cerebrum 2014: 5. PMC 4087190. PMID 25009695. Archivado desde el original el 10 de marzo de 2019. Consultado el 16 de marzo de 2019.

- Joel, Daphna; Hänggi, Jürgen; Pool, Jared (5 de abril de 2016). «Reply to Glezerman: Why differences between brains of females and brains of males do not 'add up' to create two types of brains». Proceedings of the National Academy of Sciences of the United States of America 113 (14): E1972. Bibcode:2016PNAS..113E1972J. PMC 4833225. PMID 26957593. doi:10.1073/pnas.1600791113.
- Joel, Daphna (August 2016). «Captured in terminology: sex, sex categories, and sex». Feminism & Psychology 26 (3): 335-345. doi:10.1177/0959353516645367.
- Joel, Daphna; Fine, Cordelia; Jordan-Young, Rebecca; Kaiser, Anelis; Rippon, Gina (July 2017). «Letter to the Editor | Journal of Neuroscience research policy on addressing sex as a biological variable: Comments, clarifications, and elaborations». Journal of Neuroscience Research 95 (7): 1357-1359. PMID 28225166. doi:10.1002/jnr.24045.
- Joel, Daphna; Berman, Zohar; Assaf, Yaniv; Tarrasch, Ricardo (4 de septiembre de 2018). «Assault-related self-blame and its association with PTSD in sexually assaulted women: an MRI inquiry». Social Cognitive and Affective Neuroscience 13 (7): 775-784. PMC 6121153. PMID 29939345. doi:10.1093/scan/nsy044.
- Joel, Daphna; Hyde, Janet Shibley; Bigler, Rebecca S.; Tate, Charlotte Chucky; van Anders, Sari M. (2019). «The future of sex and gender in psychology: Five challenges to the gender binary». American Psychologist (APA via PsycNET) 74 (2): 171-193. PMID 30024214. doi:10.1037/amp0000307.

### Capítulos de libros
- Joel, Daphna (2014), «Sex, gender, and brain – a problem of conceptualization»,  en Schmitz, Sigrid; Höppner, Grit, eds., Gendered neurocultures: feminist and queer perspectives on current brain discourses, challenge GENDER, 2, Wien: Zaglossus, ISBN 9783902902122..
- Joel, Daphna; Stein, Dan J.; Schreiber, Rudy (2008), «Animal models of obsessive–compulsive disorder: From bench to bedside via endophenotypes and biomarkers»,  en McArthur, Robert A.; Borsini, Franco, eds., Animal and translational models for CNS drug discovery, Amsterdam Boston: Elsevier/Academic Press, pp. 133-164, ISBN 9780123738561.
- Joel, Daphna; Weiner, Ina (2002), «Dopamine in schizophrenia: Dysfunctional information processing in basal ganglia-thalamocortical split circuits»,  en Di Chiara, Gaetano, ed., Dopamine in the CNS II, Handbook of Experimental Pharmacology Vol. 154, Berlin New York: Springer, pp. 417-472, ISBN 9783540427209.
- Joel, Daphna; Weiner, Ina (2000), «Striatal contention scheduling and the split circuit scheme of basal ganglia-thalamocortical circuitry: From anatomy to behaviour»,  en Miller, Robert; Wickens, Jeffery R., eds., Brain dynamics and the striatal complex, Amsterdam, Netherlands: Harwood Academic, pp. 209-236, ISBN 9789057024788.